# UFC 25
UFC 25: Ultimate Japan 3 è stato un evento di arti marziali miste tenuto dalla Ultimate Fighting Championship il 14 aprile 2000 allo Yoyogi National Gymnasium di Tokyo, Giappone.

## Retroscena
Il main match della serata fu l'incontro per il titolo degli allora pesi medi tra Tito Ortiz e Wanderlei Silva, titolo che venne lasciato vacante da Frank Shamrock dopo il suo ritiro dall'UFC.
È l'evento che vide l'esordio del futuro campione dei pesi medi Murilo Bustamante.

## Risultati
- Incontro categoria Pesi Leggeri:  Laverne Clark contro  Koji Oishi

Clark sconfisse Oishi per decisione di maggioranza.
- Incontro categoria Pesi Medi:  Ikuhisa Minowa contro  Joe Slick

Minowa sconfisse Slick per KO Tecnico (ferita) a 1:54 del terzo round.
- Incontro categoria Pesi Massimi:  Ron Waterman contro  Satoshi Honma

Waterman sconfisse Honma per decisione unanime.
- Incontro categoria Pesi Medi:  Sanae Kikuta contro  Eugene Jackson

Kikuta sconfisse Jackson per sottomissione (armbar) a 4:39 del primo round.
- Incontro categoria Pesi Medi:  Murilo Bustamante contro  Yoji Anjo

Bustamante sconfisse Anjo per sottomissione (strangolamento triangolare) a 0:31 del secondo round.
- Incontro per il titolo dei Pesi Medi:  Tito Ortiz contro  Wanderlei Silva

Ortiz sconfisse Silva per decisione unanime e divenne il nuovo campione dei pesi medi, poi rinominati in pesi mediomassimi.